# Sidy Koné
Sidy Koné (Bamako, 6 giugno 1992) è un ex calciatore maliano, di ruolo centrocampista.

## Palmarès
- Coppa di Francia: 1

Olympique Lione: 2011-2012